# Trîlisî, Oleksandrivka
Trîlisî (în ucraineană Триліси) este localitatea de reședință a comunei Trîlisî din raionul Oleksandrivka, regiunea Kirovohrad, Ucraina.

## Demografie
Componența lingvistică a localității Trîlisî
     Ucraineană (99,25%)
     Alte limbi (0,75%)
Conform recensământului din 2001, majoritatea populației localității Trîlisî era vorbitoare de ucraineană (99,25%), existând în minoritate și vorbitori de alte limbi.